# 医保诈骗
医保诈骗是指個人和機構通過各種手段騙取醫療保險金 。 有人為了能讓醫療保險金报销更多的医疗费用，冒用他人的醫保卡看病。 還有人冒用他人醫保卡配藥後低價轉賣藥品。也有醫院虛構病人住院經歷和病歷，從有關部門手中騙取醫療保險金。联邦调查局估计，美國每年因医保诈骗要損失800亿美元。  美國當局會通過虚假申报法來挽回損失。